# Feliniopsis leucura
Feliniopsis leucura är en fjärilsart som beskrevs av George Francis Hampson 1914. Feliniopsis leucura ingår i släktet Feliniopsis och familjen nattflyn. Inga underarter finns listade i Catalogue of Life.